# Aleš Trčka
Aleš Trčka (ur. 14 sierpnia 1961 w Pradze) – czechosłowacki kolarz torowy i szosowy, trzykrotny medalista torowych mistrzostw świata.

## Kariera
Pierwszy sukces w karierze Aleš Trčka odniósł w 1981 roku, kiedy wspólnie z Martinem Pencem, Jiřím Pokorným i Františkiem Raboniem zdobył brązowy medal w drużynowym wyścigu na dochodzenie podczas mistrzostw świata w Brnie. Dwa lata później, na mistrzostwach świata w Zurychu powtórzył ten wynik razem z Robertem Štěrbą, Pavlem Soukupem i Františkiem Raboniem. Swój największy sukces osiągnął jednak w 1986 roku, kiedy razem z Pavlem Soukupem, Svatoplukiem Buchtą i Teodorem Černým zdobył złoty medal w tej samej konkurencji na mistrzostwach świata w Colorado Springs. W drużynowym wyścigu na dochodzenie wystąpił również na igrzyskach olimpijskich w Seulu, gdzie razem z kolegami zajął w tej konkurencji piątą pozycję. Startował także w wyścigach szosowych, zajmując między innymi drugie miejsce w klasyfikacji generalnej Niedersachsen Rundfahrt w 1982 roku oraz trzecie w wyścigu w Lidicach w 1981 roku.